# Charles Christophe de Münsterberg
Charles Christophe de Münsterberg (également Charles Christopher de Poděbrady, tchèque : Karel Krištof z Poděbrad ou en tchèque Karel Krištof z Minstrberka; 22 mai 1545, Oleśnica – 17 mars 1569, ibid.) fut duc of Münsterberg de 1565 à sa mort. Il porte aussi le titre de comte de Glatz.

## Biographie
Charles Christophe, est un membre de la lignée de  Münsterberg de la famille de Poděbrady, descendant du roi Georges de Bohême, ses parents sont le duc Jean  et sa première épouse Christina Catherine de Schidlowitz (tchèque : Kristyna Katarzyna Szydłowiecka; († 1556).
In 1558 Charles Christophe effecture un Grand Tour à travers l'Europe et réside à la cour de l'Empereur  Ferdinand Ier du Saint-Empire. Après la mort de son père Christophe hérite en février 1565 du duché de Münsterberg. Le Duché d'Œls revient à son cousin Charles II, le duché de Bernstadt au frère de ce dernier Henri III.  
Comme son père et ses oncles; Charles Christophe favorise la Réforme protestante dans ses domaines. En 1567, le service catholique est suspendu dans la cathédrale Saint-Pierre & Paul de Münsterberg. Charles Christophe demeure célibataire et meurt après un règne de quatre ans à l'âge de 24 ans. À sa mort s'achève le règne de la maison de Poděbrady à Münsterberg. Le duché revient au domaine de la Couronne de Bohême comme fief vacant. Les autres lignées de la maison des Poděbrady obtiennent toutefois le droit de continuer à porter le titre de « Duc de Münsterberg » jusqu'à l'extinction de la famille en 1647.
Deux ans après la mort de Charles Christophe sa cousine  Barbara de Bieberstein fait le don d'une épitaphe 
de marbre à l'église du château d'Oels. Elle est probablement l'œuvre de Hans Fleiser (également nommé  Gruyter) et représente le duc Charles Christophe revêtu d'une armure.